# Mats Thelin
Mats Gunnar "Mördaren" Thelin, född 30 mars 1961 i Fagersjö, är en svensk före detta ishockeyspelare (back) som inledde sin karriär i Farsta AIK. Som seniorspelare startade han sin karriär i AIK Ishockey där han kom att bli kvar, förutom en sejour till NHL och Boston Bruins. Med AIK vann han SM-guld 1982 och SM-guld 1984. Hans tröja är hedrad i taket - nummer 2. Thelin arbetar numera som försäljare på AIK Ishockey AB.
Han deltog i Canada Cup landslaget i 1984 där 
Sverige erövrade silvermedaljerna. Han deltog även i de Olympiska vinterspelen 1984 i 
Sarajevo med en tredjeplats som resultat. I två VM-turneringar, 1982 och 
1983, som han deltog i, blev resultatet två fjärdeplatser. Han deltog i Robinson hösten 2009 där han visade att han är en för detta elitidrottare genom att vinna många tävlingar och hade en vinnarskalle utöver det vanliga. 
Thelin har också medverkat i Aftonbladets exklusiva program "Power Play", som handlar om  ishockey.

## Meriter
- SM-guld 1982, 1984
- OS-brons 1984
- Canada Cup-silver 1984
- EM-brons 1982, 1983
- VM-fyra 1982, 1983
- Stora Grabbars Märke nummer 121

## Klubbar
- AIK Ishockey 1980-1984 Elitserien
- Boston Bruins 1984-1987 NHL
- AIK Ishockey 1987-1994 Elitserien